# Os de les cavernes

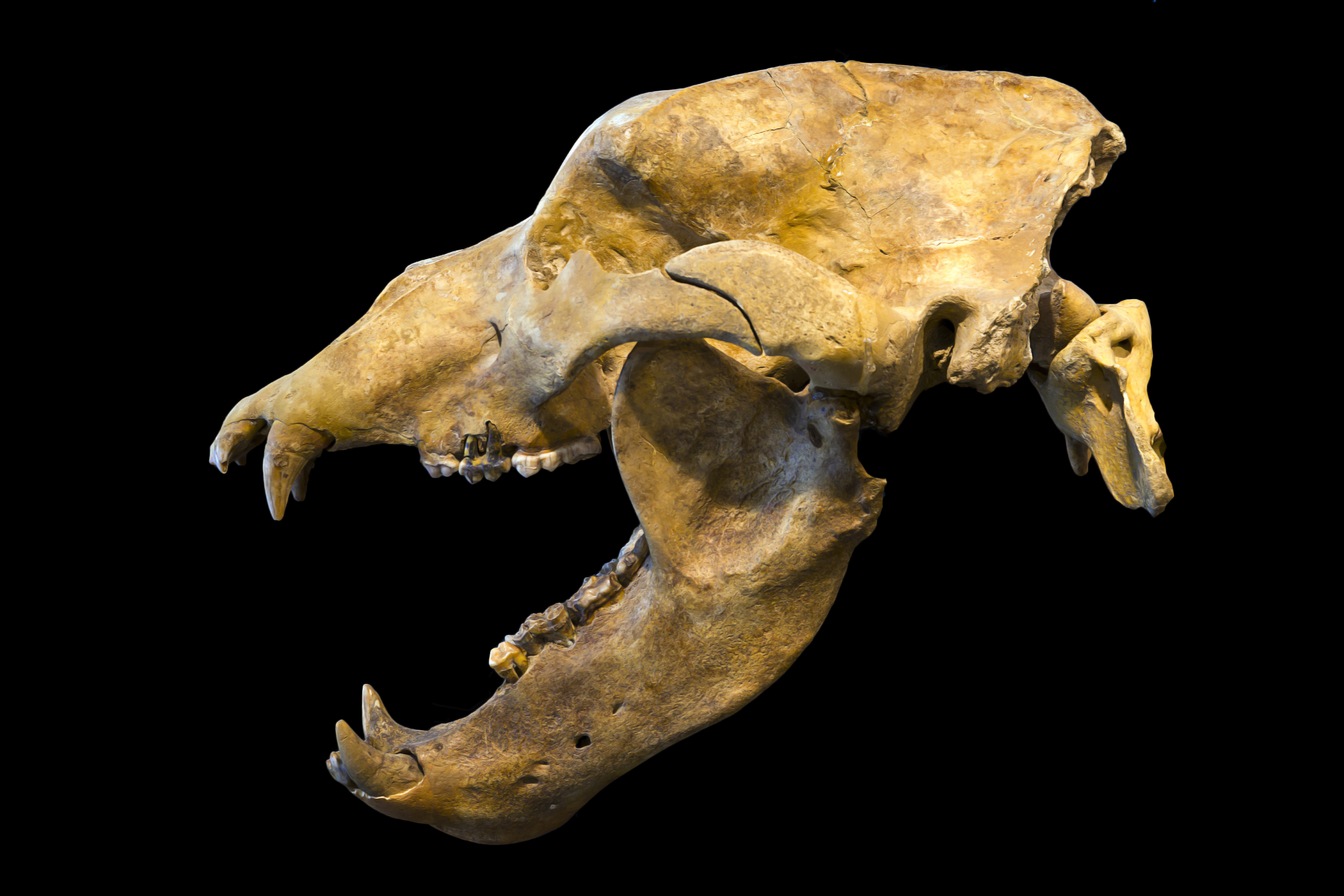
Crani

L'os de les cavernes (Ursus spelaeus) fou una espècie d'os que visqué a Europa durant el Plistocè i s'extingí al principi de l'últim màxim glacial, fa uns 27.500 anys. Tant el nom os de les cavernes com el nom científic spelaeus són deguts al fet que els fòssils d'aquesta espècie han estat trobats majoritàriament en coves, cosa que indica que aquest animal passava més temps a les cavernes que l'os bru, que només les utilitza per hibernar-hi. Per tant, al llarg del temps s'hi han trobat grans piles d'ossos, gairebé tots d'óssos de les cavernes.
Aquest os era omnívor i, si es posava dret (a dues potes), podia arribar a fer més de 3 metres. L'os de les cavernes era el descendent d'Ursus deningeri i se'n van trobar més de 80 fòssils a la Sima de los Huesos, Atapuerca.